# Oszkár Szigeti
Oszkár Szigeti (ur. 10 września 1933 w Miszkolcu, zm. 6 maja 1983) – piłkarz węgierski grający na pozycji obrońcy. W swojej karierze rozegrał 1 mecz w reprezentacji Węgier.

## Kariera klubowa
Swoją karierę piłkarską Szigeti rozpoczynał w klubie Pereces. Następnie w 1952 roku przeszedł do Diósgyőri VTK z Miszkolca i wtedy też zadebiutował w jego barwach w pierwszej lidze węgierskiej. Na koniec roku spadł z Diósgyőri VTK do drugiej ligi, ale już w 1954 roku ponownie grał z nim w pierwszej lidze. W 1955 roku Diósgyőri VTK ponownie został zdegradowany o klasę niżej, podobnie jak w 1961 i 1964 roku. W Diósgyőri VTK Szigeti grał do końca swojej kariery, czyli do 1967 roku.

## Kariera reprezentacyjna
Swój jedyny mecz w reprezentacji Węgier Szigeti rozegrał 20 kwietnia 1958 roku przeciwko Jugosławii. Był to towarzyski mecz, w którym Węgrzy wygrali 2:0. W 1958 roku został powołany do kadry Węgier na mistrzostwa świata w Szwecji, na którym nie rozegrał żadnego meczu.
| Mecze i gole w reprezentacji | Mecze i gole w reprezentacji | Mecze i gole w reprezentacji | Mecze i gole w reprezentacji | Mecze i gole w reprezentacji | Mecze i gole w reprezentacji | Mecze i gole w reprezentacji |
| #                            | Data                         | Stadion                      | Rywal                        | Wynik                        | Gol                          | Rozgrywki                    |
| 1958                         | 1958                         | 1958                         | 1958                         | 1958                         | 1958                         | 1958                         |
| ---------------------------- | ---------------------------- | ---------------------------- | ---------------------------- | ---------------------------- | ---------------------------- | ---------------------------- |
| 1.                           | 20.04.1958                   | Budapeszt, Węgry             | Jugosławia                   | 2:0                          | 0                            | towarzyski                   |